# Nijkerkerveen
Nijkerkerveen (en bas saxon : Niekarkerveen) est un village néerlandais situé dans la commune de Nijkerk, en province de Gueldre. Il compte environ 3 550 habitants.